# Alì (Italia)
Alì es una localidad italiana de la provincia de Mesina, región de Sicilia, con 869 habitantes.

Ubicación de la ciudad de Alì dentro de la provincia de Mesina.

## Evolución demográfica
| Gráfica de evolución demográfica de Alì entre 1861 y 2001 |
|                                                           |
| Fuente ISTAT - Elaboración gráfica por parte de Wikipedia |